# Per la ricuperata salute di Ofelia
Per la ricuperata salute di Ofelia (1785) är en kantat av Antonio Salieri, Wolfgang Amadeus Mozart och Cornetti till en text av Lorenzo Da Ponte.
Kantaten skrevs till den italiensk-engelska sångerskan Nancy Storace' konvalescens för sång och piano och anses vara det viktigaste belägget för ett tidigt vänskapligt och kollegialt förhållande mellan Salieri och Mozart. Vem som står bakom namnet Cornetti är inte klart. Förmodligen rör det sig om en pseudonym.
Titeln på verket anspelar på rollen som Ofelia i Salieris opera La grotta di Trofonio , som Storace, efter sitt tillfrisknande, firade triumf med 1785. Verket troddes länge vara förlorat, trots att det trycktes 1785 av Artaria. Musiken återupptäcktes dock 2015. I Köchelförteckningen har det nr KV 477a.